# La Souriante Madame Beudet
La Souriante Madame Beudet är en fransk impressionistisk stumfilm från 1923 av regissören Germaine Dulac. Den anses vara den första feministiska filmen.
La Souriante Madame Beudet baserades på en pjäs från 1921 med samma titel av Denys Amiel och André Obey. Dulac använde sig av belysning, olika kameravinklar, slow motion, förvrängningar och överlagrade bilder för att skildra Beudets fantasier och känslolägen. Filmen innebar ett stort framsteg för representationen av människors inre liv på film.

## Handling
Madame Beudet lever i ett kärlekslöst äktenskap och tar sin tillflykt till dagdrömmar. Hennes man har ett stående skämt som han tar till för att skrämma henne, han har en oladdad revolver som han riktar mot sitt huvud och låtsas skjuta sig själv.
En dag tröttnar Madame Beudet och placerar en kula i revolverns trumma. Men morgonen efter ångrar hon sig och försöker tömma pistolen igen men hon lyckas inte komma åt den. Nästa gång  riktar han inte som vanligt revolvern mot sitt huvud utan mot henne och trycker av. Han missar henne dock med en hårsmån och förstör en vas. I tron att hans fru ville begå självmord omfamnar han henne och frågar sig "Hur skulle jag kunna leva utan dig?"

## Medverkande
| Germaine Dermoz       | – Madame Beudet         |
| Alexandre Arquillière | – Monsieur Beudet       |
| Madeleine Guitty      | – Madame Labas          |
| Yvette Grisier        | – La bonne              |
| Jean d'Yd             | – Monsieur Labas        |
| Raoul Paoli           | – Le champion de tennis |
| Armand Thirard        | – Le commis             |